# Église de Tous-les-Saints de Bâle
Pour les articles homonymes, voir Église de Tous-les-Saints.
L'église de Tous-les-Saints (allemand : Allerheiligenkirche) est un édifice religieux catholique construit en béton à partir de 1947 par l'architecte Hermann Baur, situé à Bâle, en Suisse.

## Architecture
Le maître autel en pierre, sculpté par Albert Schilling, porte sur la face avant une représentation de la sainte Cène, et sur les côtés un chandelier à sept branches et les rouleaux de la Torah. Le tabernacle au font du chœur a été réalisé par Alexander Schaffner en 1955. Le peintre français Alfred Manessier a créé des vitraux aux couleurs de base brillantes. Les fonts baptismaux en marbre ont été créés par Hans Arp, la fresque au plafond de Ferdinand Gehr. Sur l'autel de la Vierge Marie, une sculpture en marbre noir et blanc de Schilling, "Notre-Dame de la Trinité", a fait l'objet de controverses à l'époque de sa création en 1958.

## Galerie

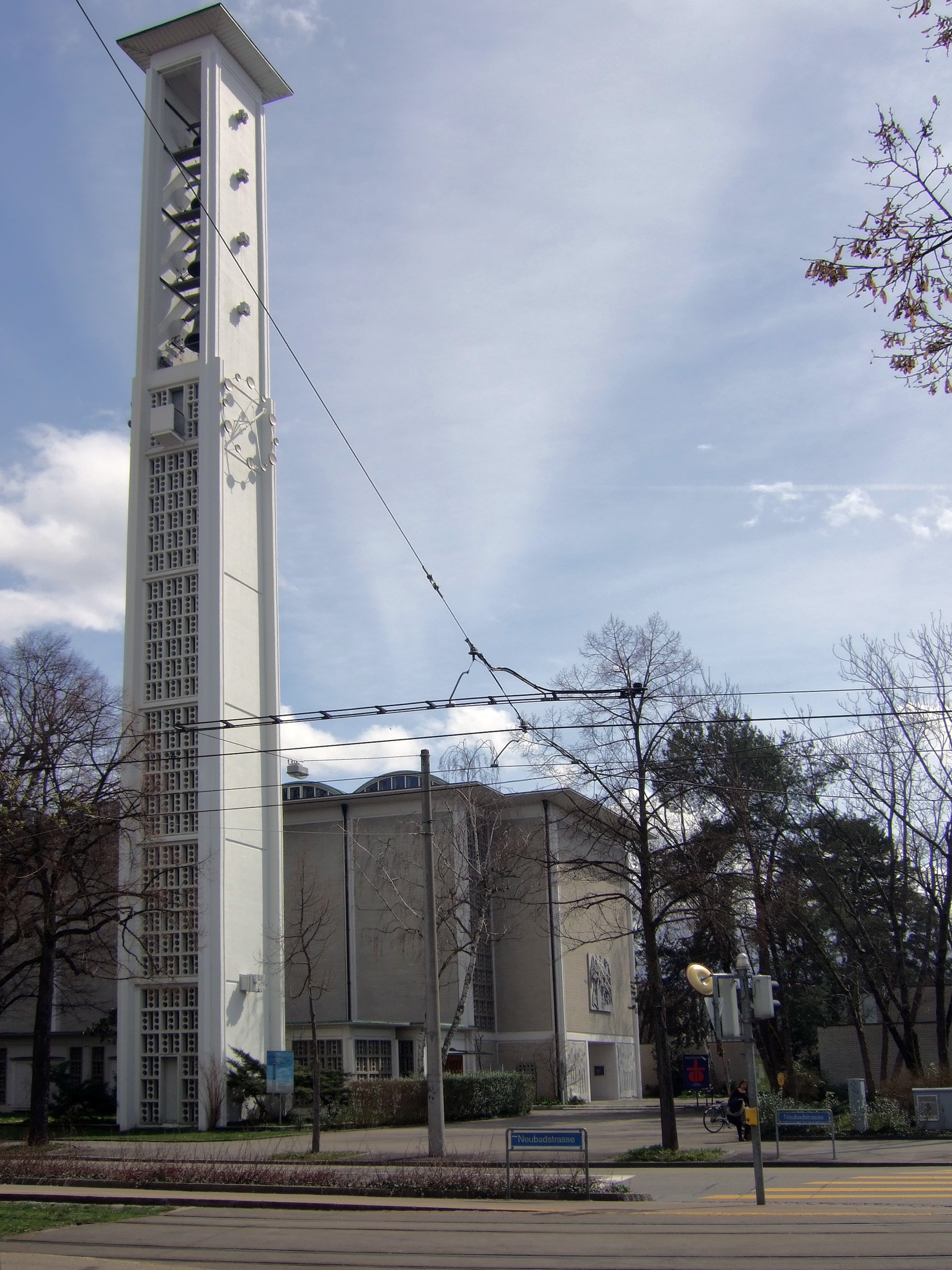
Vue extérieure.
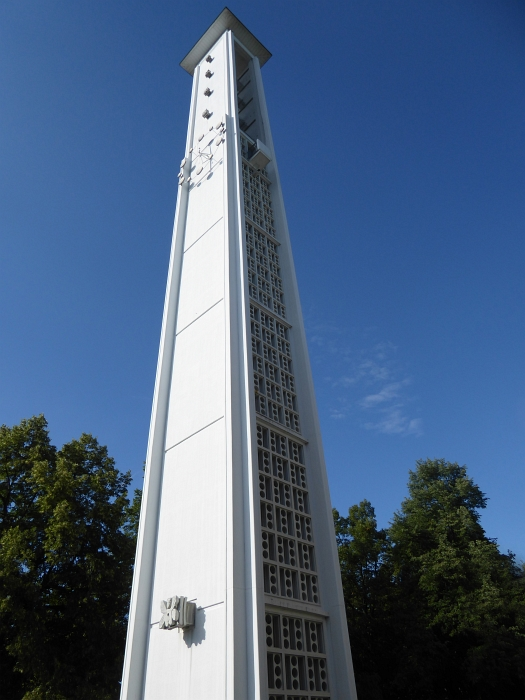
Clocher.